# 1996 no carnaval
Nesta página encontrará referências aos acontecimentos directamente relacionados com o carnaval ocorridos durante o ano de 1996.

## Eventos
- O GRES Mocidade Independente de Padre Miguel vence o desfile principal do carnaval carioca com o enredo "Criador e criatura", do carnavalesco Renato Lage.
- O Vai-Vai vence o desfile principal do carnaval paulistano com o enredo "A Rainha, Á Noite Tudo Transforma" e conquista seu 8º título.

## Nascimentos
| Data | Nome | Profissão | Nacionalidade | Observações | Ref |
| ---- | ---- | --------- | ------------- | ----------- | --- |

## Mortes
| Data | Nome | Profissão | Nacionalidade | Observações | Ref |
| ---- | ---- | --------- | ------------- | ----------- | --- |